# Klaus Latzel
Klaus Latzel (* 1955 in Bamberg) ist ein deutscher Historiker. 

## Leben
Nach dem Zivildienst und einer Arbeit in der Krankenpflege absolvierte er ein Studium der Geschichte, Soziologie und Politikwissenschaft in Hamburg und Münster, und machte seinen M.A. im Jahre 1986. Nach Abstechern ins Museum und weiteren Krankenpflege-Diensten 1996, promovierte Latzel in Geschichte an der Universität Bielefeld. Von 1995 bis 2001 war er an der Fakultät für Soziologie (Georg-Simmel-Edition) tätig. 2002 leistete er stellenlose wissenschaftliche, 2003 selbständige biographische Arbeit. Von 2004 bis 2007 war Latzel wissenschaftlicher Mitarbeiter am Historischen Institut der Universität Jena und seit dem Wintersemester 2008 ist er wissenschaftlicher Mitarbeiter am Historischen Seminar der TU Braunschweig.

## Forschung
Seine Schwerpunkte liegen in der Zeitgeschichte, der Kultur- und Sozialgeschichte, der Geschichte der Gewalt im 20. Jahrhundert, des Doping und des Enhancement in Sport und Gesellschaft sowie in den Theorien und Methoden in der Geschichtswissenschaft. 

## Veröffentlichungen (Auswahl)
- Deutsche Soldaten – nationalsozialistischer Krieg? Kriegserlebnis – Kriegserfahrung 1939–1945. Paderborn 1998.
- Vom Sterben im Krieg. Wandlungen in der Einstellung zum Soldatentod vom Siebenjährigen Krieg bis zum Zweiten Weltkrieg. Warendorf 1988.
- Staatsdoping – Der VEB Jenapharm im Sportsystem der DDR. Köln/Weimar 2009.